# Robyn Miller
Robyn Charles Miller (Dallas, Texas, 6 d'agost de 1966) va ser cofundador de Cyan Worlds amb el seu germà Rand Miller. Després de llançar una sèrie de «mons» d'aventura per a nens, els germans finalment van arribar a un èxit amb el videojoc Myst, que va seguir sent el número u en vendes de jocs per a la resta de la dècada del 1990. Els germans també van representar parts en el joc, amb Robyn com Sirrus i Rand com Achenar i Atrus.
Després d'acabar Riven, la seqüela de Myst, i d'haver treballat durant deu anys en la indústria de videojocs, Miller va deixar Cyan per seguir interessos no relacionats amb jocs. Amb aquesta finalitat, va formar una petita companyia de producció anomenada «Land of Point».
Miller és conegut per les seves contribucions en les àrees de direcció i disseny, especialment en l'àrea de disseny visual, l'aparença dels mons de Myst i Riven. Richard Vander Wende, codirector i codissenyador de Riven, va ser igualment responsable d'orquestrar el llenguatge visual d'aquell món.
Mentre en Cyan, Miller va compondre les bandes sonores per als dos Myst i Riven. Més recentment, ha treballat en un projecte musical anomenat Ambo, amb W. Keith Moore. El fill de Robyn, Alex Miller és també un músic actiu que ha publicat música sota el nom Rabbit and Poe.

## Discografia
Com a compositor:
- Myst: The Soundtrack (1995)
- Riven: The Soundtrack (1998)

Com a membre d'«Ambo»:
- 1,000 Years and 1 Day (2005) amb W. Keith Moore